# Elpidio Quirino
Elpidio Rivera Quirino (1890-1956) foi um advogado e político filipino, e o presidente das Filipinas entre 1948 e 1953.

## Vida
Advogado de profissão, Quirino entrou na política ao se tornar representante da Ilocos Sur de 1919 a 1925. Foi então eleito senador de 1925 a 1931. Em 1934, tornou-se membro da comissão de independência filipina enviada a Washington, DC, que garantiu a aprovação da Lei Tydings–McDuffie para o Congresso Americano. Em 1935, ele também foi eleito para a convenção que redigiu a constituição de 1935 para o recém-criado Commonwealth. No novo governo, ele atuou como secretário do Interior e finanças no gabinete do presidente Manuel Quezon.
Após a Segunda Guerra Mundial, Quirino foi eleito vice-presidente na eleição de 1946, consequentemente a segunda e última para a Commonwealth e o primeiro para a terceira república. Após a morte do atual presidente Manuel Roxas em 1948, ele assumiu a presidência. Ele ganhou o cargo de presidente com a chapa do Partido Liberal, derrotando o vice-presidente Nacionalista e ex-presidente José P. Laurel, bem como o colega Liberalista e ex- presidente do Senado, José Avelino.

A administração Quirino foi geralmente contestada pelos Hukbalahaps, que saquearam cidades e bairros. Quirino concorreu à presidência novamente em 1953, mas foi derrotado por Ramon Magsaysay.